# Богородицк
Богоро́дицк — город (с 1777) в России, административный центр Богородицкого района Тульской области. Образует городское поселение город Богородицк. Являясь древним городом, он входит в число 10 исторических городов Тульской области, имеющих ценные градостроительные ансамбли и древний культурный слой.
Этимология названия происходит от растущей в его окрестностях в большом количестве травы, называемой «богородской», что является народным названием тимьяна ползучего. Девять ветвей тимьяна составляют герб Богородицка.

## Общие сведения
Расположен в юго-восточной части Тульской области, на правом берегу реки Упёрты (приток Упы), в 65 км от Тулы и 240 км от Москвы. Железнодорожная станция Жданка Московско-Курского региона Московской железной дороги. Поблизости от города — федеральная трасса М4 «Дон».
Население — 29 560 чел. (2021).

## История
Богородицк относится к старинным русским городам, чья первоначальная история связана с защитой от врагов южных границ средневекового Московского государства. Неподалёку от того места, где впоследствии появился Богородицк, в 1380 году произошла знаменитая Куликовская битва. В 1563—1565 годах для защиты от татарских набегов южных окраин Московского государства правительство Ивана IV создало систему оборонительных полос.
В начале XVI века с целью укрепления южной и юго-восточной границ государства устроен оборонительный рубеж — Засечная черта. Многие сторожевые заставы в её пределах постепенно становились городками, среди них Богородицк, основанный по указу царя Алексея Михайловича. В 1663 году на месте сторожевого пункта возникла деревянная крепость, которой дано было поныне существующее название. Вокруг крепости выросли слободы земледельцев, ремесленников, стрельцов (в частности прибывшие на постройку города стрельцы образовали Стрелецкую слободу).
Изначально Богородицк (в источниках XVII века — Богородицкой) считался городским поселением, то есть военно-административным и экономическим центром округи.
К началу XVIII века, в связи с расширением территории России, Богородицк теряет роль пограничной крепости, а в 1715 году на месте крепости создается большой конный завод. Несколько позднее здесь строится въездная башня-колокольня и другие здания. В 1737 году в Богородицке появляется первое учебное заведение — школа конюховых детей. Основное ее назначение — подготовка дворцовых конюхов и, кроме того, учитывались здесь нужды проходящего через город тракта.
В годы русско-турецкой войны (1672—1681) Богородицк был одним из основных пунктов, на который возлагалась ответственность за доставку провианта, корабельных припасов для русской армии.
В 1670—1671 годах из части земель Дедиловского и Епифанского уездов был образован новый Богородицкий уезд. В 1763 году Богородицк был превращён в село Богородицкое, в 1765 году вместе с землёй села Бобрики составил собственную волость Екатерины II, в 1768 году стал именоваться слободой, но в связи с губернской реформой 1777 года его снова возвели в ранг города. 1773 году в границах старой богородицкой крепости начинается строительство дворца и двух усадебных флигелей, а в следующем году — и Казанской церкви по проектам московского архитектора И. Е. Старова.
Богородицк получил план, базировавшийся на радиально-лучевой системе. Город был обращен к широкой водной артерии и дворцово-парковому ансамблю. Главная и соседние радиальные улицы были проложены через центральную площадь, образуя с ней торговое ядро. С юга, запада и севера периметр площади был застроен домами с лавками состоятельных купцов, зданиями для различных присутственных мест. С востока площадь замыкал пруд.
К городу приписали округу, едва не втрое превосходившую территорию Богородицкого уезда XVII в. В 1797 году по указу Павла I Богородицк был преобразован в уездный город, а в 1802 году ему вернули прежний статус. В городе долго жил граф Алексей Григорьевич Бобринский, внебрачный сын императрицы Екатерины II.
Первые промышленные предприятия, ориентированные на переработку сельхозпродукции, появились в Богородицке в начале XIX в. Старейший из них, свеклосахарный завод графа А. А. Бобринского. Во времена Отечественной войны 1812 года недалеко от Богородицка партизаны отбили у наполеоновских войск бронзовую колонну, которую Наполеон готовил для установки в Москве в честь своей победы. К 1860 году, помимо свеклосахарных заводов, работали мельницы, салотопенные, кожевенные, винокуренные предприятия. В окрестностях города добывались глина и песок. В начале 1870 годов, с открытием Елецкой ветки Сызрано-Вяземской железной дороги, началось освоение залежей каменного угля в Товарковских, Малевских и Савинских копях.
В 1924—1934 годах Богородицк являлся центром Богородицкого района. С 1926 года утратил статус уездного города в связи с ликвидацией Богородицкого уезда.
В 1934 году, после упразднения Богородицкого района, город вошёл в состав Узловского района.
В 1936—1944 годах Богородицк был центром Товарковского района, затем центром воссозданного Богородицкого района.
Во время Великой Отечественной войны город был в оккупации с 15 ноября по 15 декабря 1941 года. За это время немецкая армия казнили 32 человека и разрушили при отступлении 65 % домов. Город освобождён силами 324-й стрелковой и 41-й кавалерийской дивизий 10-й армии.
1 февраля 1963 года получил статус города областного подчинения Тульской области.
В 2005 году в состав города включён в качестве микрорайона бывший (с 1952) пгт Жданковский.
В 2006 году вновь стал городом районного подчинения.

### Современные символы
Богородицк имеет собственную символику: герб (с 2000 года), флаг (с 2002 года) и гимн (автор — В. В. Киреев). За основу флага и герба города взят исторический герб уездного города Богородицка Тульского наместничества, Высочайше утверждённый 8 (19) марта 1778 года. Описание исторического герба гласит: «В серебряном поле, размётанные, девять ветвей травы, называемой Богородицкая, для показания имени сего города».

## Население
| 1856    | 1897    | 1913    | 1926    | 1931    | 1939    | 1959    | 1967    | 1970    | 1979    | 1989    | 1992    |
| ------- | ------- | ------- | ------- | ------- | ------- | ------- | ------- | ------- | ------- | ------- | ------- |
| 4700    | ↗4800   | ↗6800   | ↘6400   | ↘5800   | ↗13 194 | ↗24 427 | ↗29 000 | ↗32 458 | ↗33 251 | ↗33 552 | ↗34 000 |
| 2000    | 2001    | 2002    | 2003    | 2005    | 2006    | 2010    | 2011    | 2012    | 2013    | 2014    | 2015    |
| ↘32 700 | ↘32 300 | ↘30 884 | ↗30 900 | ↘30 100 | ↗32 800 | ↘31 897 | ↗31 900 | ↘31 665 | ↘31 554 | ↘31 404 | ↘31 363 |
| 2016    | 2017    | 2018    | 2019    | 2020    | 2021    |         |         |         |         |         |         |
| ↗31 379 | ↘31 263 | ↘31 139 | ↘30 772 | ↘30 433 | ↘29 560 |         |         |         |         |         |         |

На 1 января 2025 года по численности населения город находился на 505-м месте из 1124 городов Российской Федерации.
Национальный состав
По итогам переписи населения 2020 года проживали следующие национальности (национальности менее 0,1 % и другое см. в сноске к строке «Другие»):
| Национальность | Численность, чел. | Доля     |
| -------------- | ----------------- | -------- |
| Русские        | 26 755            | 90,51 %  |
| Армяне         | 223               | 0,75 %   |
| Татары         | 183               | 0,62 %   |
| Таджики        | 138               | 0,47 %   |
| Украинцы       | 103               | 0,35 %   |
| Азербайджанцы  | 98                | 0,33 %   |
| Цыгане         | 87                | 0,29 %   |
| Немцы          | 70                | 0,24 %   |
| Узбеки         | 36                | 0,12 %   |
| Другие         | 1867              | 6,32 %   |
| Итого          | 29 560            | 100,00 % |

## Экономика
Одним из последних действующих предприятий в Богородицке был Богородицкий завод технохимических изделий (БЗТХИ), объявленный банкротом 25 февраля 2010. Он производил не имеющие аналогов в мире кристаллы вольфрамата свинца для одного из крупнейших международных научных проектов ЦЕРНа — большого адронного коллайдера, а в советские времена лазерные установки нелетального действия. Также завод мог изготавливать инновационные изделия из материалов-сцинтилляторов: компоненты систем неразрушающего дистанционного контроля, эффективных геологоразведочных зондов и позитронно-эмиссионных томографов.
В городе располагается ОАО «Ресурс», бывший одним из крупнейших в мире производителей постоянных не проволочных резисторов. Сейчас на базе производственной площадки ОАО «Ресурс» действует несколько самостоятельных промышленных компаний. Помимо ОАО «Ресурс», занимающегося производством резисторов, функционируют компания ООО «Ресурс-Полимер», разрабатывающая товары народного потребления (сушилки, фумигаторы), ООО «Завод 423», производящий контрольно-измерительные приборы, подразделение ООО «Юнайтед Термо», специализирующееся на трубопроводных полимерных системах, подразделение ООО «Световод», занимающееся светотехникой.
Развит дорожный сервис, что вызвано прохождением близ города федеральной трассы M4 «Дон».

## Транспорт
Богородицк связан автобусным сообщением с Москвой, Тулой, Узловой, Воронежем, Липецком, Новомосковском, а также со многими населёнными пунктами Тульской области. Располагающася в городе железнодорожная станция Жданка находится на линии Узловая — Елец, через которую поезда с северо-запада России (Мурманской области, Республики Карелия, Санкт-Петербурга, Новгородской области, Тверской области) следуют через Москву и Тулу в южные регионы (Липецкую область, Воронежскую область, Волгоградскую область, Ростовскую область, Краснодарский край).
По западной окраине города проходит трасса М4 «Дон». С 30 октября 2009 года в эксплуатацию был введён новый платный участок дороги, который отодвинул трассу от города более чем на 5 км.

## Достопримечательности
Дворец-музей графов Бобринских и сохранившийся с XVIII века первый в России пейзажный парк, занимающие треть городского центра. В 2007—2008 годах участвовал в конкурсе «7 чудес России», где вошёл в число полуфиналистов. В 2016 году во дворце и парке режиссёр Карен Шахназаров проводил съёмки сериала «Анна Каренина».
- Дворец-музей графов Бобринских
- Улица Ленина
- Богородицкий исторический парк им. А. Т. Болотова
- Историческое здание «Волостного училища для простонародья» — ныне Детская художественная школа имени П. А. Кобякова

## Спорт
Основное спортивное сооружение города — стадион «Ресурс» (прежнее название «Шахтёр»). В городе базируется футбольный клуб «Кристалл» – одна из команд области, выступающая в чемпионате Тульской области по футболу. Проводятся спортивные соревнования в честь Дня физкультурника, в 2006 году был возрождён турнир по мини-футболу среди дворовых команд.

## Учебные заведения
ФГОУ СПО «Сельскохозяйственный колледж „Богородицкий“ имени И. А. Стебута», основан в 1898 году по инициативе известного учёного-агронома, видного общественного деятеля Ивана Александровича Стебута и является одним из старейших учебных заведений России.
ГПОУ ТО «Богородицкий политехнический колледж» (до 19.02.2015 — ГОУ СПО «Богородицкий техникум электронных приборов») создано в 1956 году.
ГОУ НПО ТО «Профессиональное училище № 30» открыто в 1967 году. На данный момент является структурным подразделением ГПОУ ТО «БПК».

## Школы
В городе работают школы № 1, 2, 3, 4, 8, 10.

## Дополнительное детское образование
- Муниципальное учреждение дополнительного образования «Дворец детского (юношеского) творчества»,
- Детская художественная школа имени Петра Андреевича Кобякова[42] открылась в 1971 году в здании XVIII века, где ранее размещалось «Волостное училище для простонародья», на территории дворцово-паркового ансамбля усадьбы графов Бобринских. В 1991 году с благословения архимандрита Псково-Печерского монастыря Зенона в школе открыт первый, и до сих пор единственный в Тульской области, иконописный класс. Преподаватели школы также занимаются с воспитанниками центра творческой реабилитации детей-инвалидов, лишёнными возможности посещать школу.
- Детская музыкальная школа имени В. П. Силина[43] основана в 1939 году. Она является центром межрайонного методического объединения, включающего в себя Товарковскую , Куркинскую ДШИ, Каменскую ДМШ и Воловскую ДШИ. На базе школы работают творческие коллективы: Богородицкий муниципальный камерный оркестр, ансамбль скрипачей, трио Ad libitum.
- Детско-юношеская спортивная школа имени А. Е. Виндмана[44] основана в 1957 году.

## Богородицкое литературное объединение-клуб
В районной библиотеке Богородицка каждое третье воскресенье месяца, начиная с 2002 года, собираются богородицкие писатели, поэты и прозаики. Каждый год в свет выходит альманах «БЛОК». Руководит этим обществом Валентин Викторович Киреев — член Союза писателей России. В 2012 году вышел юбилейный, десятый выпуск «БЛОКа», в который вошли стихи и проза двадцати двух богородицких писателей.

## Театр
В 1779 году в Богородицке, в имении графов Бобринских, благодаря его управляющему, известному учёному-энциклопедисту Андрею Тимофеевичу Болотову (1738—1833), был создан первый в России детский театр. Первая постановка по пьесе М. М. Хераскова «Безбожник» состоялась 24 ноября 1779 года (по новому стилю 5 декабря 1779 года) в одном из залов Богородицкого дворца. В качестве актёров выступили жившие в усадьбе дети. Поиски новой пьесы и отсутствие репертуара для детей подтолкнули А. Т. Болотова к созданию первой в России пьесы, специально написанной для детского театра, — комедии «Честохвал» (1779 год). В 1780 году А. Т. Болотов пишет вторую пьесу для детей — «слёзную драму» «Несчастные сироты». Существует мнение, что сюжет «Несчастных сирот» мог быть использован Д. И. Фонвизиным при написании появившегося два года спустя «Недоросля». Кроме того, в богородицком домашнем театре ставились сочинения А. П. Сумарокова («Три брата совместники», «Рогоносец по воображению»), М. И. Попова («Угадай, не скажу»), М. А. Леграна («Новоприезжие»). В театре имелся свой оркестр и «пастушечий балетец». Со временем для театра было оборудовано специальное помещение со сценой и зрительным залом. В дни летней Казанской ярмарки на представлениях театра бывало более 200 зрителей.
В декабре 1987 года в Богородицке появился новый театральный коллектив, известный сегодня как Богородицкий муниципальный домашний театр «У Гаши». Первые десять лет постановки преимущественно шли в овальном зале Дворца-музея, где в XVIII веке шли спектакли театра Болотова. Театр «У Гаши», во многом повторяющий и продолжающий традиции болотовского театра, неоднократно обращался к пьесам XVIII века, некогда исполнявшимся в богородицкой усадьбе театром А. Т. Болотова.

## Храмы
В церковном отношении Богородицк сначала причислялся к Коломенской епархии, с 1675—1764 к Рязанской епархии, а потом опять в Коломенской епархии. С открытием Тульской епархии в 1799 году вошёл в её состав.
- Свято-Казанский храм,
- Храм Успения Пресвятой Богородицы.

## Памятники
- Памятник В. И. Ленину, установленный на центральной площади города
- Памятник А. С. Пушкину, установленный в сквере на улице Пушкинская
- Памятник А. Т. Болотову, установленный в городском парке
- Памятник Екатерине II, установленный на входе в городской сад со стороны улицы Ленина (открытие памятника состоялось в рамках празднования Дня города 29 августа 2015 года)

## СМИ
Средства массовой информации представлены газетой «Богородицкие вести» (выходит с 1917 года) и телеканалом «Спектр».

## Города-побратимы
| Страна   | Город-побратим | Год установления связи |
| -------- | -------------- | ---------------------- |
| Словакия | Лученец        | -                      |
| Италия   | Реццато        | 2007                   |